# 杨健 (1953年)
杨健（1953年12月—），汉族，籍貫台灣台南，出生於上海，中华人民共和国政治人物、第十一届全国政协委员。
加入台湾民主自治同盟，担任十一届全国政协常务委员、台盟中央副主席、上海市委主委。2008年，当选第十一届全国政协常务委员，代表台湾民主自治同盟，分入第十三组。